# Cieplewo
Cieplewo is een plaats in het Poolse district  Gdański, woiwodschap Pommeren. De plaats maakt deel uit van de gemeente Pruszcz Gdański en telt 710 inwoners.

## Verkeer en vervoer
- Station Cieplewo